# Minotaur (Schiff, 1908)
HMS Minotaur war das Typschiff der nach ihr benannten letzten Klasse britischer Panzerkreuzer. Sie lief 1906 vom Stapel. Zu Beginn des Ersten Weltkrieges war sie Flaggschiff der China Station. Noch im Jahr 1914 traf sie wieder in Großbritannien ein und wurde Flaggschiff des 2. Kreuzergeschwaders der Grand Fleet. Sie war bei der Skagerrakschlacht anwesend, überstand den Krieg und wurde 1920 zum Abbruch verkauft.

## Die Panzerkreuzer derMinotaur-Klasse

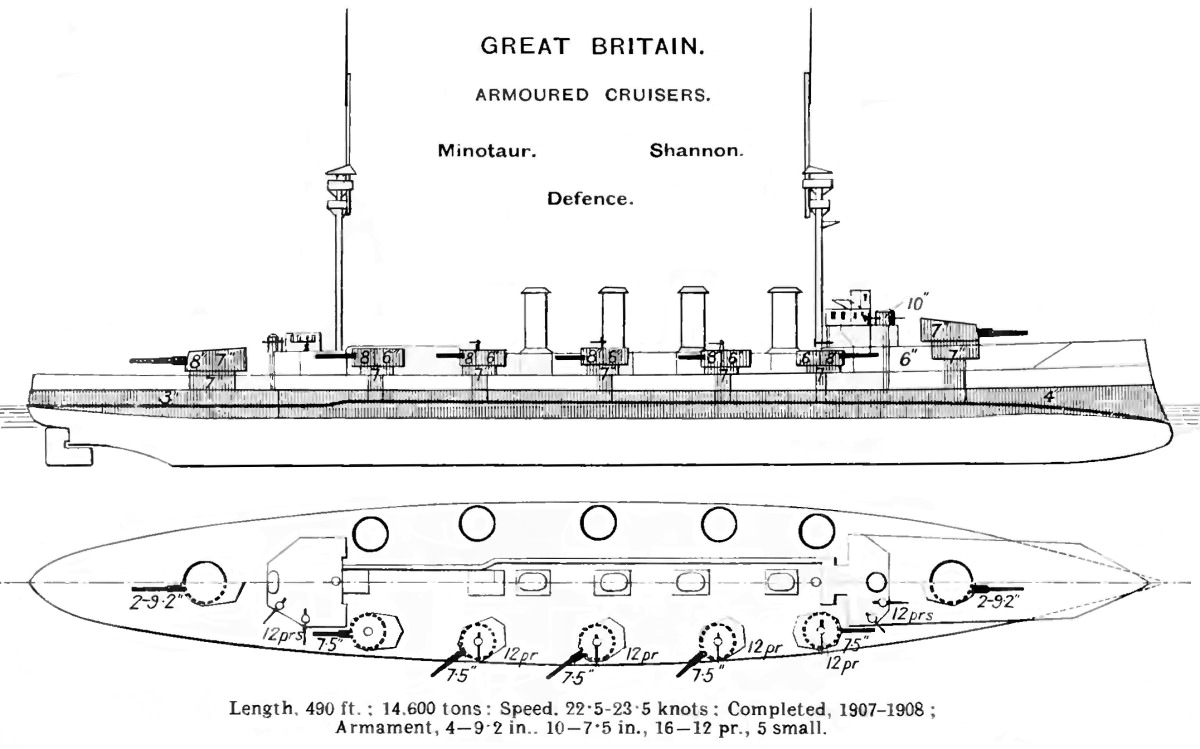
Risse aus Brassey’s Naval Annual 1912

Die drei Schiffe der Minotaur-Klasse waren die letzten für die Royal Navy gebauten Panzerkreuzer. Sie hatten weniger 9,2-Zoll-(234-mm)-Kanonen als die vorangegangene Warrior-Klasse, aber durch die Aufstellung in zwei Doppeltürmen auf der Mittellinie dieselbe Anzahl Geschütze in der Breitseite wie ihre Vorgänger.
Die 7,5-Zoll-(191-mm)-Bewaffnung war mit fünf Einzeltürmen auf jeder Seite erheblich verstärkt. Mit den neuen 12-pounder-18-cwt-(76-mm)-Schnellfeuergeschützen hatten sie auch eine erheblich verstärkte Abwehrwaffe gegen Zerstörer und Torpedoboote. Dass von diesen acht auf den vorderen 7,5-Zoll-Einzeltürmen ohne Schutzschilde standen, dürfte sich in einem Gefecht kaum bewährt haben.
Die Panzerung war schwächer als bei der Warrior-Klasse. Das Panzerdeck war etwas dünner und auf den oberen Bereich des Panzergürtels wurde verzichtet, da keine Kasematten mehr vorhanden waren. Die drei Schiffe wurden alle bei Staatswerften gebaut. Die Kiellegung erfolgte Anfang 1905, die Stapelläufe 1906 und 1907, und Anfang 1909 kamen die Kreuzer in Dienst.
Auf die Minotaur-Klasse folgten die ersten Schlachtkreuzer der Invincible-Klasse.

## Bau- und Einsatzgeschichte derMinotaur
Die Kiellegung der Minotaur erfolgte am 2. Januar 1905 auf der Marinewerft Devonport in Plymouth. Am 6. Juni 1906 erfolgte dort der Stapellauf. Am 1. April 1908 kam sie als zweites Schiff der neuen Klasse drei Wochen nach der Shannon in den Dienst der Royal Navy zum 5. Kreuzergeschwader, in dem nach Zugang der Defence alle drei Kreuzer der Klasse dienten. Allerdings wechselte die Minotaur schon im April 1909 zum 1. Kreuzergeschwader, dessen Flaggschiff sie dann auch wurde. 1910 wurde die Minotaur zur China Station geschickt, wo sie bis zum Ausbruch des Ersten Weltkrieges verblieb.
Bei Ausbruch der Chinesischen Revolution befand sich neben der Minotaur als Flaggschiff noch die Panzerkreuzer Kent und Monmouth, der moderne Leichte Kreuzer Newcastle sowie die alten Kreuzer Flora und Astraea sowie vielen kleinere Schiffe auf der China Station, die bemüht waren, etwaige Ausschreitungen gegen Europäer zu verhindern.
Am 26. Juli 1914 traf die Minotaur unter Vizeadmiral Martyn Jerram mit dem Hauptverband der China Station von der letzten Reise im Frieden u. a. nach Wladiwostok zusammen mit Hampshire, Yarmouth und fünf Zerstörern wieder in Weihawei ein.

### Kriegseinsatz
Um ihre Vorräte zu ergänzen, liefen die Schiffe der China Station vom kleinen Stützpunkt in Weihawei weiter nach Hongkong, das am 6. August zusammen mit Triumph, Newcastle, dem französischen Kreuzer Dupleix und weiteren Einheiten verlassen wurde, um deutsche Kriegsschiffe und deren Versorger zu stellen.
Auf See trennten sich Minotaur, Newcastle und Hampshire vom Verband und versuchten, die Emden, die kurz zuvor den deutschen Stützpunkt Tsingtau verlassen hatte, auf dem Weg zum Kreuzergeschwader abzufangen. Der Richtung Tsingtau laufende Verband der sonstigen britischen Schiffe mit dem Linienschiff Triumph sollte durch seinen Funkbetrieb den Eindruck erwecken, die Kreuzer wären noch bei ihm. Nachdem die Hampshire wegen zu hohen Kohlenverbrauchs wieder nach Hongkong entlassen worden war, liefen Minotaur und Newcastle weiter nach Yap, wo der Befehlshaber einen deutschen Sammelpunkt vermutete und zerstörten am 10. August die deutsche Funkstation, ohne weitere deutsche Schiffe zu finden. Am 17. August traf die Minotaur wieder in Hongkong ein.
Die Schiffe der China Station kontrollierten dann den Schiffsverkehr vor der chinesischen Küste, um eine weitere Versorgung unmöglich zu machen, ohne zu wissen, wo das deutsche Kreuzergeschwader unter Vizeadmiral Graf Spee tatsächlich verblieben war. Bei Kriegseintritt Japans verzichtete die Royal Navy auf die Sicherung nördlich von Hongkong. Die Minotaur, Hampshire und Yarmouth suchten ab dem 22. August an den Küsten Javas und Sumatras vor allem nach deutschen Versorgungsschiffen, wobei sie bald von den japanischen Kreuzern Ibuki und Chikuma unterstützt wurden. Am 13. September lief die Minotaur Singapur zur Versorgung an.

Als am 15. September 1914 die ersten Nachrichten über einen Einsatz der Emden im Golf von Bengalen bekannt wurden, lief die Hampshire dorthin und koordinierte die Suche unterstützt von Yarmouth und Chikuma, während die Minotaur, die am 15. und 16. ohne den Admiral eine Suchfahrt Richtung Bengalen durchgeführt hatte, und Ibuki vor Indonesien patrouillierten, um einen Rückmarsch der Emden in den Pazifik zu verhindern.
Die Minotaur übernahm dann die Führung des ersten Anzac-Konvois mit 38 Transportern, der etwa 30.000 australische und neuseeländische Soldaten und 10.000 Pferde nach Ägypten transportieren sollte. Während des Marsches wurde der Leichte Kreuzer Sydney zu den Kokosinseln geschickt, die von der Emden angegriffen wurden, und konnte den deutschen Kreuzer am 9. November 1914 dort ausschalten. Damit gab es keine unmittelbare Bedrohung des Geleitzuges mehr und die Hampshire übernahm am 13. November vor Colombo die Führung, während der bisherige Führungskreuzer Minotaur nach Südafrika marschierte, wo er am 29. November in Simonstown eintraf, um gegebenenfalls das Geschwader Spees zu stoppen, das an der Westküste Südamerikas das Geschwader Cradocks ausgeschaltet hatte.
Die Minotaur wurde das Flaggschiff des Kapgeschwaders unter Konteradmiral King-Hall, dem die Geschützten Kreuzer Hyacinth und Astraea zur Verfügung standen. Zur Verstärkung traf noch der Leichte Kreuzer Weymouth ein. Etwa gleichzeitig mit Minotaur erreichte das Linienschiff Albion Südafrika und Hall erhielt die Weisung, angesichts des Schicksals Cradocks bei Coronel, den Panzerkreuzer nur zusammen mit dem Linienschiff einzusetzen. Am 7. Dezember verließ Hall auf der Minotaur mit seinem Geschwader Kapstadt, um den Transport südafrikanischer Truppen nach Deutsch-Südwestafrika zu sichern. Vor Lüderitz Bay trafen sie mit dem Schwesterschiff Defence zusammen, die eigentlich zum Geschwader Cradocks aus dem Mittelmeer über Gibraltar entsandt worden war, aber am 10. November erst Montevideo erreicht hatte. Sie war dann über Abrolhos und St. Helena an die afrikanische Küste entsandt worden.

Nach dem Seegefecht bei den Falklandinseln und der Versenkung von Spees Geschwader wurden die beiden Panzerkreuzer am 10. Dezember wieder abgezogen und der Admiral stieg wieder auf die Hyacinth um.
Bei der Grand Fleet wurde die Minotaur Flaggschiff des 2. Kreuzergeschwaders, mit dem es an der Skagerrakschlacht unter Konteradmiral Herbert Heath, dem ehemaligen Marineattache in Berlin, und befehligt von Kapitän Hughes-D'Aeth teilnahm, ohne mit Shannon, Cochrane und Hampshire aktiv in das Geschehen eingreifen zu können, während das 1. Kreuzergeschwader drei seiner vier Panzerkreuzer verlor, unter anderem das Schwesterschiff der Minotaur, die Defence.

## Verbleib
Es folgten keine besonderen Einsätze für die Minotaur. Am 12. Dezember 1917 war sie mit dem Schwesterschiff Shannon und vier Zerstörern in See, als die deutschen Torpedoboote G 101, V 100, G 103 und G 104 unter Korvettenkapitän Hans Kolbe einen Konvoy von Lerwick nach Bergen kurz vor der norwegischen Küste angriffen und dessen sechs Frachter, vier Sicherungstrawler und den Zerstörer Partridge versenkten. Nur der beschädigte Zerstörer Pellew konnte entkommen. Minotaur und Shannon erreichten den Gefechtsort bei sehr schlechtem Wetter zu spät, um eingreifen zu können.
Die Minotaur wurde nach dem Kriegsende außer Dienst gestellt und am 12. Mai 1920 an die Firma Ward in Milford Haven zum Abbruch verkauft.
| Schiff   | Bauwerft  | Maschine  | Tag der/s        | Tag der/s          | Tag der/s        | Schicksal                             |
| Schiff   | Bauwerft  | Maschine  | Kiellegung       | Stapellaufs        | Indienststellung | Schicksal                             |
| -------- | --------- | --------- | ---------------- | ------------------ | ---------------- | ------------------------------------- |
| Minotaur | Devonport | Hawthorn  | 2. Januar 1905   | 6. Juni 1906       | 1. April 1908    | 1920 zum Abbruch verkauft             |
| Shannon  | Chatham   | Humphreys | 2. Januar 1905   | 20. September 1906 | 10. März 1908    | 1922 zum Abbruch verkauft             |
| Defence  | Pembroke  | Scotts    | 22. Februar 1905 | 24. April 1907     | 9. Februar 1909  | am 30. Mai 1916 am Skagerrak versenkt |